# My Whole World Ended
My Whole World Ended ist ein Album von David Ruffin.
My Whole World Ended war David Ruffins erstes Album nach seinem Ausstieg bei den Temptations und wurde zwischen Juli 1968 und April 1969 aufgenommen. Dafür wurden ihm namhafte Produzenten wie Harvey Fuqua, Johnny Bristol oder Ivy Jo Hunter zur Seite gestellt.
Ironischerweise sollte der Titelsong ursprünglich von den Temptations mit Ruffins Nachfolger Dennis Edwards eingesungen werden. Diese fanden jedoch keine Zeit, weshalb das Lied an Ruffin ging.
My Whole World Ended ist musikalisch eindeutig als Motown-Album zu identifizieren. Ruffin, eine der Stimmen Motowns in den 1960er Jahren, knüpft nahtlos an seine Aufnahmen als Temptations-Sänger an.

## Titelliste
1. My Whole World Ended (The Moment You Left Me) (3:32)
(Johnny Bristol / Harvey Fuqua / Jimmy Roach / Pamela Sawyer)
produziert von Harvey Fuqua und Johnny Bristol
2. Pieces Of A Man (2:51)
(Johnny Bristol / Pamela Sawyer)
produziert von Johnny Bristol
3. Somebody Stole My Dream (3:09)
(Henry Cosby / Pamela Sawyer / Joe Hinton)
produziert von Henry Cosby
4. I've Lost Everything I've Ever Loved (3:00)
(Johnny Bristol / Thomas Kemp)
produziert von Johnny Bristol
5. Everlasting Love (3:02)
(Buzz Cason / Mac Gayden)
produziert von Ivy Jo Hunter
6. I've Got To Find Myself A Brand New Baby (2:58)
(Suzanne DePasse / Harvey Fuqua / Marv Johnson / Johnny Bristol)
produziert von Johnny Bristol
7. The Double Cross (3:09)
(Allen Story / George Gordy)
produziert von George Gordy
8. Message From Maria (4:32)
(Al Reed)
produziert von Ivy Jo Hunter
9. World Of Darkness (4:27)
(Harvey Fuqua / Thomas Kemp)
produziert von Harvey Fuqua
10. We'll Have A Good Thing Going On (2:38)
(Allen Story / George Gordy)
produziert von George Gordy
11. My Love Is Growing Stronger (2:44)
(Johnny Bristol / Marv Johnson)
produziert von Johnny Bristol
12. Flower Child (2:45)
(Doris McNeil / Johnny Bristol)
produziert von Johnny Bristol

## Charts
Das Album erreicht Platz 31 der Popcharts und war Nummer 1 der R&B-Charts in den USA. 

## Veröffentlichte Singles
My Whole World Ended (The Moment You Left Me) / I've Got To Find Myself A Brand New Baby
veröffentlicht am 20. Januar 1969; #2 R&B - #9 Pop
I've Lost Everything I've Ever Loved / We'll Have A Good Thing Going On
veröffentlicht am 20. September 1969; #11 R&B - #58 Pop

## CD-Veröffentlichung
2005, Hip-O Select / Motown: The Great David Ruffin - The Motown Solo Albums, Volume 1